# 니키포로스 왕조 치하의 동로마 제국
니케포로스 왕조 치하의 동로마 제국은 802년, 니케포로스 1세가 여제 이리니를 폐위시키고 즉위한 때부터 813년, 미하일 1세 랑가베가 퇴위할 때까지를 가리킨다.
이 시대에 동로마 제국은 자원을 고갈시켜 버리는 두 개의 국경 전선에서 거의 지속적으로 전쟁을 벌였고, 그의 전임자들과 마찬가지로 니케포로스 1세도 북쪽의 불가르인들에 대항하여 전쟁을 버리던 중 불가르의 크룸에 의해 전사하였다. 더욱이 800년 교황 레오 3세에 의해 카롤루스 제국의 대제 샤를마뉴가 즉위하면서 비잔티움의 영향력은 서쪽에서 계속 매우 약화되었다.

## 니케포로스 1세
니케포로스 1세는 궁정 쿠테타로 여제 이리니를 유배시키고 가신들의 추대로 황제로 즉위한 후 일련의 재정 개혁에 착수하여 수도원과 교회를 압박하며 제국의 재정을  확충시키려 노력했다. 황제는 동로마 제국의 대부분의 선대 황제과 마찬가지로 세 전선에서 전쟁을 벌였다. 아바스 왕조의 칼리프 하룬 알라시드의 조공을 거절하여 전쟁을 벌였다. 그러나 제국군이 패하여 막대한 배상금을 물어주어야 했다. 그리스에서는 불가르족에게 쫓겨온 슬라브족의 침입을 겪었다.슬라브족의 침입을 계기로 니키포로스는 대규모 이주민 사업을 벌여 제국 전역에서 그리스어인을 펠로폰네소스반도로 강제 이주시키고 슬라브족을 기독교로 개종시켜 지역 안정을 기여했다. 베네치아, 달마티아 해안을 놓고는 서방의 프랑크 왕국의 황제인 샤를마뉴와 다투었다. 또한 당시 불가르족의 크룸이 등장하여 불가르족을  통합하여 제국의 영토를 침범하였다. 이에 황제는 불가르의 수도 플라스카를 약탈했다. 그러나 전쟁은 끝이 보이지 않았고, 황제는 불가르족의 대한 대원정을 떠났다. 황제는 잔인함을 보이며 초창기에는 불가르족을 궁지에 몰아넣었고 크룸은  강화를 요청했으나 황제는 거절하였다. 하지만 황제는 811년 플리스카 전투에서 불가르의 대공세로 대패를 겪고 불가르인에 대한 대항전에서 전사하였다.

## 스타우라키오스
니케포로스 1세의 뒤를 이어 그의 아들이며 공동 황제인 스타우라키오스가 제위를 이었다. 그러나 그는 플라스카 전투에서 척추가 끊어지는 중상으로 황제의 직무를 수행할 수 없었고, 결국 그의 매형 미카일에게 양위했다.

## 미카일 1세 랑가베
니케포로스 1세가 시작한 과세정책을 철회하고 서방 황제인 샤를마뉴와 협상을 벌여 베네치아를 포함해 아드리아 해의 다른 도시들을 넘겨받는 대가로 샤를마뉴를 또 다른 황제로 인정했다. 812년 불가르족의 크룸이 군대를 이끌고 데벨투스를 점령하고 그 주민들을 불가리아로 이주시킨 뒤 강화를 제안했다. 완고한 스투디움의 테오도루스의 반대로 거절당했고 그 뒤 크룸이 다시 쳐들어와 812년 11월 메셈브리아 시를 점령했다. 이듬해 미카일은 대군을 규합해 불가르족과 전투를 위해 전진했다. 마침내 대규모 전투를 벌였는데 갑자기 동로마 제국의 장군인 레온의 군대가 전선을 버리고 도망쳤다. 이 때문에 전세는 역전되고 제국군은 전투에서 지고 말았다.
콘스탄티노폴리스로 도망쳐온 미카일은 퇴위하여 수도사가 되어 수도원의 들어갔다. 후임 황제로는 전투에서 도망쳤다가 수도에 온 장군 레온 5세가 결정되었다.

## 기타
| 전임 이사우리아 왕조 (717 - 802) | 로마 제국의 왕조 802년 - 813년 | 후임 아모리아 왕조 (813 - 867) |